# Станіслав Татар

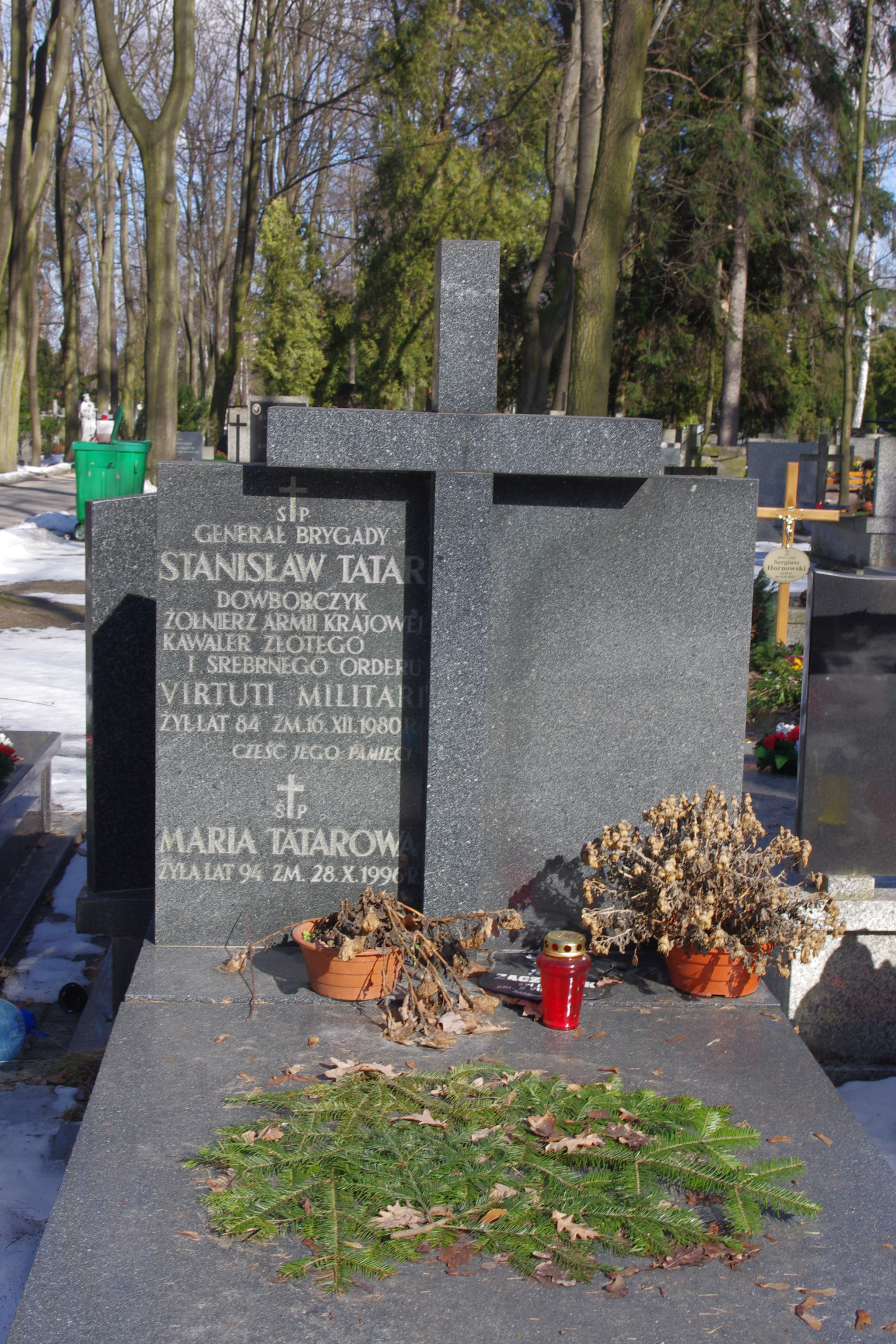
Місце поховання

Станіслав Татар (пол. Stanisław Tatar; 3 жовтня 1896, ґміна Конюша, нині Польща — 16 грудня 1980) — польський воєначальник, один з очільників Армії Крайової польського руху опору, бригадний генерал (1943).
1915 року під час Першої світової війни був призваний на дійсну військову службу в російську армію. В 1917 був переведений в 1-й польський корпус, сформований в Росії. У листопаді 1918 разом із залишками свого підрозділу приєднався до суверенної польської армії, де продовжив військову службу.
Закінчив офіцерські курси, у 1934 став одним з викладачів тактики в артилерії Вищої військової школи у Варшаві. Цей пост займав аж до 1938, ставши кавалером (лицар) ордена Відродження Польщі.
Під час вторгнення до Польщі німецьких та радянських військ займав різні посади, в тому числі командував військовим загоном, названим на його честь. Після поділу Польщі увійшов до складу новоутвореного Союзу збройної боротьби, що був підпільним центром сил опору, які пізніше перетворилися в Армію Крайову. З 1940 по 1943 обіймав посаду начальника 3-го оперативного загону Генерального штабу. Після 1943 року, обіймав посаду заступника начальника штабу Армії Крайової. Серед найвідоміших його операцій — акція «Буря».
В 1944 році, незадовго до Варшавського повстання, перебрався в Лондон, де був призначений на посаду заступника головнокомандувача місцевих польських військ. В 1945, після закінчення Другої світової війни став командувачем артилерією 1-го польського корпусу в Сполученому Королівстві. Після його розформування у 1947 році залишився у Великій Британії.
На відміну від більшості колег-генералів польської армії не був позбавлений польського громадянства і йому в 1949 році було дозволено легально повернутися на батьківщину. Однак по приїзду до Варшави він був заарештований співробітниками радянського НКВД і поміщений у в'язницю за звинуваченням у шпигунстві, в 1951 році був засуджений до довічного ув'язнення у в'язниці Вронкі. В 1956 році, після смерті Сталіна і початком періоду лібералізації в Польщі був звільнений з в'язниці і реабілітований.